# Zeni (Dijazurga)
Zeni (en georgiano: ზენი; en abjasio: Зени) es una aldea que pertenece a la parcialmente reconocida República de Abjasia, dentro del distrito de Gali, aunque de iure es parte del municipio de Gali de la República Autónoma de Abjasia de Georgia.

## Geografía
Zeni está en la orilla derecha del río Inguri, a 15 km de Gali. 